# Преследване на дива овца
Преследване на дива овца е книга на японския писател Харуки Мураками. Това е третата книга от „Трилогията на плъха“.
Фабулата се развива около безименен млад мъж от Токио, който заминава на пътешествие из Хокайдо в опит да намери овца със свръхестествени способности, която никой не е виждал от години. Жанрът на книгата може да се определи като сюрреалистичен куест с елементи от японския анимизъм и шинто. Присъстват много препратки към Приключенията на Шерлок Холмс и най-вече към разказа на Артър Конан Дойл - Клубът на червенокосите.
Следващата книга на Мураками – Танцувай, танцувай, танцувай е един вид продължение на историята, разказана в тази книга, но не е част от „Трилогията на плъха“, поради различните герои и сюжет.